# Védelemmotiváció elmélete
A védelemmotivációs elmélet a szervezetet érő viszonylag súlyos fenyegetettséggel való szembesüléskor lejátszódó folyamatot írja le. James E. Maddux és Ronald W. Rogers 1983-ban kidolgozott védelemmotiváció elméletének központjában azok a kognitív kiértékelési folyamatok állnak, amelyek az egészséget veszélyeztető inger megjelenése és az erre adott viselkedéses megnyilvánulás között zajlanak le.

### Folyamatai
A szerzők szerint, ilyenkor alapvetően két folyamat indul el:
1. amely a fenyegetés értékelésével kapcsolatos
2. amely a veszély kezelésével/megküzdésével áll összefüggésben

A fenyegetés értékelésekor az észlelt súlyosság valamint az észlelt veszélyeztetettség felmérése kap elsődleges szerepet, mivel ezek határozzák meg a személy által átélt félelem mértékét, az ezzel való megküzdés pedig kulcsfontosságú az elméletben. 
Fontos továbbá részletezni a veszélyeztető tényezőket, melyek alatt a veszély szempontjából kedvezőtlen viselkedésekből származó jutalmak, megerősítések, szokások értendőek, ezek nehezítik a probléma megoldását.
A veszély kezelése során a megküzdési lehetőségek kerülnek mérlegelésre. Az elmélet második szakaszában a válaszhatékonyság és az énhatékonyság/önbizalom kap központi szerepet. A válaszhatékonyság a személy bizalmát jelenti abban, hogy az általa választott viselkedés elvezet a probléma sikeres megoldásához. Az énhatékonyság a személy önmagával kapcsolatos értékelése, hogy képes-e végrehajtani az adott cselekvést, azaz rendelkezik-e a szükséges erőforrásokkal (biológiai, társas, pszichológiai).
Az értékelések eredőjeként fog megjelenni a védekezéssel kapcsolatos motiváció, mely az ezzel kapcsolatos cselekvéseket indítja be.

### Hasznosíthatóság
A modellt elsősorban felmérések és alkalmazott kutatások terén használják, elsősorban a személyes egészség javításának kontextusában.
Floyd, Prentice-Dunn és Rogers (2000) egy metaelemzés során 6 fő területet különített el az elmélet felhasználását illetően: rákos megbetegedések megelőzése (17%), edzés/étrend/egészséges életmód (17%), dohányzás (9%), AIDS megelőzés (9%), alkohol fogyasztás (8%), különböző orvosi ellátással kapcsolatos programokhoz való csatlakozás (6%).
Az elméletet a felsorolt nagyobb témakörökön túl nukleáris háborúk, közlekedési balesetek, különféle abúzusok, veszélyeztetett fajok kihalásának és kannabisz használat prevenciója esetén is alkalmazzák.
Boer (2005) az óvszer használati szándékot elemezte a védelemmotiváció elmélet alapján, az AIDS megelőzésével kapcsolatban. Kutatása során az elmélet egy-egy aspektusát olyan kijelentésekkel való egyetértés alapján vizsgálta, mint pl.: ha nem használok óvszert, nagy eséllyel leszek AIDSes (veszélyeztetettség), ha AIDSes leszek mindenféle tünettől fogok szenvedni (súlyosság), az óvszer használata megvéd a HIV fertőzéstől (válaszhatékonyság), képes vagyok a biztonságos szexről beszélgetni a partneremmel (énhatékonyság).

### Érvényesség
A modell érvényességére vonatkozóan Milne, Sheeran és Orbell (2000) metaanalízise értékes információkat szolgáltat. A szerzők kimutatták, hogy az észlelt sérülékenység és énhatékonyság szignifikáns növekedést, míg a megküzdéssel járó észlelt költségek szignifikáns csökkenést hoztak az adaptív viselkedés megjelenésének valószínűségében.
Az elmélet a segítségnyújtás/támogatás fontosságára mutat rá veszélyekkel való szembesülés esetén, mivel ezek megerősítik a személy önbizalmát (énhatékonyság érzetét) az akadályok legyőzésében, növelve így az adaptív viselkedés megjelenésének valószínűségét.